# Emílio Estácio
Emílio Augusto de Faria Estácio (Portalegre, 9 de novembro de 1854 — Portalegre, 11 de junho de 1919), foi um farmacêutico e químico português, formado com distinção pela Universidade de Coimbra em Ciências Farmacêuticas e pelo Instituto Industrial de Lisboa em Análise Química.

## Biografia
Emílio Estácio, foi um distinto cientista químico e farmacêutico, fundador da sumptuosa Farmácia Estácio, foi Diretor Técnico da Companhia Portuguesa de Higiene, autor do livro Analyse Chimica e premiado Viticultor na Exposição Universal de Paris em 1880, na Cap Town Exhibition em 1904 e 1905, entre outras grandes e ilustres exposições mundiais.
O primeiro investimento de realce na indústria farmacêutica foi a Companhia Portuguesa de Higiene (1891) fundada por Emílio Estácio e que detinha, além da Farmácia Estácio no Rossio, uma fábrica a vapor de produtos químicos e farmacêuticos. Foi Emílio Estácio o introdutor em Portugal dos grânulos dosimétricos (1893), tendo iniciado também o fabrico de comprimidos (1893-1894), cápsulas de essência de sândalo e de sais efervescentes, tendo os mesmos em 1895 atingido um índice de vendas superior a 40 depositários.
Após uma viagem de estudo por França, Inglaterra, Áustria, Alemanha e Itália, onde visitou laboratórios e fábricas, como E. Merck; Bayer, entre outros, fundiu a Companhia Portuguesa de Higiene com a Farmácia Estácio. Na Alemanha, Emílio Estácio, privou com Fresenius, com quem trocou impressões sobre o estabelecimento da Indústria Química em Portugal.
Era sócio honorário da Sociedade de Ciências Médicas de Lisboa, da Sociedade Real das Ciências Médicas e Naturais de Bruxelas, da Sociedade Química de Paris, da Sociedade Farmacêutica Lusitana, da Sociedade Farmacêutica de Paris, da Sociedade Química Alemã, Sociedade Química Portuguesa, etc.

## Vida pessoal
Emílio Estácio, era casado com a Senhora D. Maria Leonor Sales Barbosa Estácio, com quem teve 6 filhos. Faleceu na sua casa de Santa Marta, em Portalegre, a 11 de Junho de 1919 e no seu enterro o seu grande amigo Alfredo Nunes Cardozo prestou uma homenagem saudosa à sua personalidade.

## Prémios e homenagens
Dedicou-se à vitivinicultura, tendo transformado o rotineiro fabrico do vinho em um processo científico e consciente, que o levou a ser premiado em várias exposições a nível mundial. Os seus vinhos no Brasil foram muito apreciados pelas sumidades médicas, como Dr. Bettencourt Rodrigues, Dr. Campos da Paz, Dr. Pereira Barreto, Dr. Serpa Pinto, etc. Conseguiu que os seus vinhos de 9-10º se conservassem no Brasil por uma prévia pasteurização, enquanto que os outros viticultores carregavam os vinhos de álcool até 14-15º. Foi o pioneiro da exportação de vinhos para o Brasil.

## Publicações
O seu livro Analyse chimica foi prefaciado por António Augusto de Aguiar, professor da disciplina de química na Escola Politécnica de Lisboa.